# Xiangxiang
Xiangxiang, även känt som Siangsiang är en stad på häradsnivå som lyder under Xiangtans stad på prefekturnivå i Hunan-provinsen i södra Kina. Den ligger omkring 97 kilometer sydväst om provinshuvudstaden Changsha. 
1895 grundades de berömda Dongshan-akademin på orten, vilken har förklarats vara nationellt minnesmärke.
Orten är också känd som den kinesiske statsmannen Zeng Guofans födelsestad och för att Mao Zedong gick i mellanskolan här.